# الأمين الأول لحزب العمال الكوري
رئيس حزب العمال الكوري ( WPK ) هو رئيس حزب العمال الكوري، الحزب الحاكم لكوريا الشمالية. ويعمل الرئيس أيضًا كرئيس للجنة العسكرية المركزية لكوريا الشمالية ورئيسًا للجنة شؤون الدولة. منذ تشكيل WPK في عام 1946، تم تسمية منصب القائد كرئيس (1946–1966)، الأمين العام (1966-2011)، شاغر من 1994-1997)، سكرتير أول (2011-2016)، ورئيس مرة أخرى منذ عام 2016.
تم إنشاء مكتب رئيس اللجنة المركزية في المؤتمر الأول (الذي عقد في أغسطس 1946)، وانتخب كيم تو بونج (الذي لم يكن عضوًا في عائلة كيم ) للمنصب.  بعد اندماج WPNK مع نظيرتها الجنوبية في عام 1949، أصبح رئيس الوزراء كيم إيل سونغ، الذي تولى السلطة الحقيقية منذ الاستقلال، رئيسًا للحزب المندمج.
تم استبدال الوظيفة في المؤتمر الثاني في أكتوبر 1966 بأمين عام اللجنة المركزية. من خلال هذا المكتب، أصبح كم إل سونغ الرئيس الرسمي لأمانة الحزب.  بعد وفاة كيم إيل سونغ في عام 1994، ظل المنصب شاغرا لمدة ثلاث سنوات.  في 8 أكتوبر 1997، تم تعيين كيم جونغ إيل في المكتب الجديد للسكرتير العام لحزب العمال الكوري في إعلان مشترك من اللجنة المركزية (CC) واللجنة العسكرية المركزية (CMC) للعمال. "حزب كوريا:" [CC و CMC] يصبح الرفيق Kim Jong-il أمين عام للحزب، بناءً على رغبات الجيش الشعبي بأكمله، والشعب، وأعضاء الحزب.  في المؤتمر الثالث، تم تعديل ميثاق الحزب ليطلب من الأمين العام أن يرأس اللجنة العسكرية المركزية في نفس الوقت.  عندما توفي كيم جونغ إيل، تركت WPK منصب الأمين العام شاغرًا في المؤتمر الرابع، مما جعله " الأمين العام الأبدي ".  تم انتخاب كيم جونغ أون لمنصب السكرتير الأول لحزب العمال الكوري،  الذي تم إنشاؤه من أجل "تمثيل وقيادة الحزب بأكمله كرئيس وتجسيد أفكار وخطوط Kim Il-sung وKim Jong-il ".  في الاجتماع السابع لحزب العمال الكوري تم إلغاء مكتب السكرتير الأول لحزب العمال الكوري واستبداله بمكتب رئيس العمال "حزب كوريا. 

## الأمناء العامون
| رئيس اللجنة المركزية لحزب العمال في كوريا الشمالية 북조선 로동당 중앙 위원회 위원장 | رئيس اللجنة المركزية لحزب العمال في كوريا الشمالية 북조선 로동당 중앙 위원회 위원장 | رئيس اللجنة المركزية لحزب العمال في كوريا الشمالية 북조선 로동당 중앙 위원회 위원장 | رئيس اللجنة المركزية لحزب العمال في كوريا الشمالية 북조선 로동당 중앙 위원회 위원장 | رئيس اللجنة المركزية لحزب العمال في كوريا الشمالية 북조선 로동당 중앙 위원회 위원장 |
| رئيس                                                                                | رئيس                                                                                | مصطلح                                                                               | مصطلح                                                                               | انتخاب                                                                              |
| ----------------------------------------------------------------------------------- | ----------------------------------------------------------------------------------- | ----------------------------------------------------------------------------------- | ----------------------------------------------------------------------------------- | ----------------------------------------------------------------------------------- |
|                                                                                     | كيم تو بونج 김두봉 1889 – 1958                                                      | 31 أغسطس 1946                                                                       | 30 مارس 1948                                                                        | الأول <br id="mwgA"><br> </br> وسط <br id="mwgQ"><br> </br> اللجنة                  |
| 30 مارس 1948                                                                        | كيم تو بونج 김두봉 1889 – 1958                                                      | 30 يونيو 1949                                                                       | الثانية <br id="mwhw"><br> </br> وسط <br id="mwiA"><br> </br> اللجنة                |                                                                                     |
| رئيس اللجنة المركزية لحزب العمال الكوري </br> 조선 로동당 중앙 위원회 위원장        |                                                                                     |                                                                                     |                                                                                     |                                                                                     |
| رئيس                                                                                | رئيس                                                                                | مصطلح                                                                               | مصطلح                                                                               | انتخاب                                                                              |
|                                                                                     | كيم ايل سونغ 김일성 1912 – 1994                                                     | 30 يونيو 1949                                                                       | 29 أبريل 1956                                                                       | الثانية <br id="mwpw"><br> </br> وسط <br id="mwqA"><br> </br> اللجنة                |
| 29 أبريل 1956                                                                       | كيم ايل سونغ 김일성 1912 – 1994                                                     | 18 سبتمبر 1961                                                                      | ثالثًا <br id="mwrg"><br> </br> وسط <br id="mwrw"><br> </br> اللجنة                  |                                                                                     |
| 18 سبتمبر 1961                                                                      | كيم ايل سونغ 김일성 1912 – 1994                                                     | 12 أكتوبر 1966                                                                      | الرابع <br id="mwtQ"><br> </br> وسط <br id="mwtg"><br> </br> اللجنة                 |                                                                                     |
| الأمين العام للجنة المركزية لحزب العمال الكوري </br> 조선 로동당 중앙 위원회 총비서 |                                                                                     |                                                                                     |                                                                                     |                                                                                     |
| الأمين العام                                                                        | الأمين العام                                                                        | مصطلح                                                                               | مصطلح                                                                               | انتخاب                                                                              |
|                                                                                     | كيم ايل سونغ 김일성 1912 – 1994                                                     | 12 أكتوبر 1966                                                                      | 13 نوفمبر 1970                                                                      | الرابع <br id="mw1Q"><br> </br> وسط <br id="mw1g"><br> </br> اللجنة                 |
| 13 نوفمبر 1970                                                                      | كيم ايل سونغ 김일성 1912 – 1994                                                     | 14 أكتوبر 1980                                                                      | الخامس <br id="mw3A"><br> </br> وسط <br id="mw3Q"><br> </br> اللجنة                 |                                                                                     |
| 14 أكتوبر 1980                                                                      | كيم ايل سونغ 김일성 1912 – 1994                                                     | 8 يوليو 1994                                                                        | السادس <br id="mw4w"><br> </br> وسط <br id="mw5A"><br> </br> اللجنة                 |                                                                                     |
| شاغر </br> (8 تموز / يوليه 1994 – 8 تشرين الأول / أكتوبر 1997)                      |                                                                                     |                                                                                     | السادس <br id="mw4w"><br> </br> وسط <br id="mw5A"><br> </br> اللجنة                 |                                                                                     |
| الأمين العام لحزب العمال الكوري </br> 조선 로동당 총비서                            |                                                                                     |                                                                                     |                                                                                     |                                                                                     |
| الأمين العام                                                                        | الأمين العام                                                                        | مصطلح                                                                               | مصطلح                                                                               | انتخاب                                                                              |
|                                                                                     | كيم جونغ ايل 김정일 1941 – 2011                                                     | 8 أكتوبر 1997                                                                       | 28 سبتمبر 2010                                                                      | السادس <br id="mwAQk"><br> </br> وسط <br id="mwAQo"><br> </br> اللجنة               |
| 28 سبتمبر 2010                                                                      | كيم جونغ ايل 김정일 1941 – 2011                                                     | 17 ديسمبر 2011                                                                      |                                                                                     | السادس <br id="mwAQk"><br> </br> وسط <br id="mwAQo"><br> </br> اللجنة               |
| شاغر </br> (17 ديسمبر 2011 – 11 أبريل 2012)                                         |                                                                                     |                                                                                     |                                                                                     | السادس <br id="mwAQk"><br> </br> وسط <br id="mwAQo"><br> </br> اللجنة               |
| سكرتير أول حزب العمال الكوري </br> 조선 로동당 제 1 비서                            |                                                                                     |                                                                                     |                                                                                     |                                                                                     |
| السكرتير الأول                                                                      | السكرتير الأول                                                                      | مصطلح                                                                               | مصطلح                                                                               | انتخاب                                                                              |
|                                                                                     | كيم جونغ أون 김정은 مواليد 1983                                                     | 11 أبريل 2012                                                                       | 9 مايو 2016                                                                         | السادس <br id="mwATE"><br> </br> وسط <br id="mwATI"><br> </br> اللجنة               |
| رئيس حزب العمال الكوري </br> 조선 로동당 위원장                                     |                                                                                     |                                                                                     |                                                                                     |                                                                                     |
| رئيس                                                                                | رئيس                                                                                | مصطلح                                                                               | مصطلح                                                                               | انتخاب                                                                              |
|                                                                                     | كيم جونغ أون 김정은 مواليد 1983                                                     | 9 مايو 2016                                                                         | حاضر                                                                                | سابع </br> وسط </br> اللجنة                                                         |

## الأمين العام الأبدي
| اسم (birth–death)        | صورة | المحددة       |
| ------------------------ | ---- | ------------- |
| كيم جونغ ايل (1941–2011) |      | 11 أبريل 2012 |

### الحواشي
1. ↑  Lankov 2002.
2. ↑  Buzo 1999.
3. 1 2  Yŏnʼguso 1997.
4. ↑  "4th Party Conference To Convene in "mid-April"". North Korea Leadership Watch. 2 فبراير 2012. مؤرشف من الأصل في 2020-04-02. اطلع عليه بتاريخ 2013-03-12.
5. 1 2  Gause 2013.
6. ↑  Frank 2013.
7. ↑  Madden, Michael (20 مايو 2016). "Deciphering the 7th Party Congress: A Teaser for Greater Change?". 38North. مؤرشف من الأصل في 2020-04-02. اطلع عليه بتاريخ 2018-04-29.